# Оуквуд (Џорџија)
Оуквуд (Џорџија) (енгл. Oakwood) град је у америчкој савезној држави Џорџија. По попису становништва из 2010. у њему је живело 3.970 становника.

## Демографија
Према попису становништва из 2010. у граду је живело 3.970 становника, што је 1.281 (47,6%) становника више него 2000. године.
| Група             | 2000.         | 2010.         |
| Белци             | 1.732 (64,4%) | 2.404 (60,6%) |
| Афроамериканци    | 281 (10,4%)   | 470 (11,8%)   |
| Азијати           | 84 (3,1%)     | 77 (1,9%)     |
| Хиспаноамериканци | 556 (20,7%)   | 954 (24,0%)   |
| Укупно            | 2.689         | 3.970         |